# Burgebrach
Burgebrach – gmina targowa w Niemczech, w kraju związkowym Bawaria, w rejencji Górna Frankonia, w regionie Oberfranken-West, w powiecie Bamberg, siedziba wspólnoty administracyjnej Burgebrach. Leży w Steigerwaldzie, około 13 km na południowy zachód od Bambergu, nad rzeką Rauhe Ebrach, przy drodze B22 i linii kolejowej Ebrach – Strullendorf – Bamberg.

## Dzielnice
W skład gminy wchodzi 27 dzielnic:
| - Burgebrach - Ampferbach - Dietendorf - Büchelberg - Dürrhof - Dippach - Manndorf - Krumbach - Mönchsambach | - Mönchherrnsdorf - Treppendorf - Oberköst - Hirschbrunn - Försdorf - Failshof - Grasmannsdorf - Vollmannsdorf - Klemmenhof | - Schatzenhof - Unterneuses - Magdalenenkappel - Wolfsbach - Unterharnsbach - Stappenbach - Oberharnsbach - Tempelsgreuth - Küstersgreuth |

## Demografia
| Rok  | Liczba mieszk. |
| ---- | -------------- |
| 1970 | 4.761          |
| 1987 | 5.037          |
| 2000 | 6.212          |
| 2006 | 6.479          |

### Współpraca
Miejscowość partnerska:
- Kapsweyer, Nadrenia-Palatynat

## Zabytki i atrakcje
- Kościół parafialny pw. św. Wita (St. Vitus) wybudowany w 1154, łączy styl gotycki i barokowy
- stary ratusz
- ruina Windeck
- dom parafialny służący wcześniej jako dworek łowiecki biskupstwa
- szpital
- brama (Oberes Tor) z 1720